# Gáborján
Gáborján là một thị trấn thuộc hạt Hajdú-Bihar, Hungary. Thị trấn này có diện tích 26,46 km², dân số năm 2010 là 885 người, mật độ 33 người/km².